# Platyrhiza quadricolor
Platyrhiza quadricolor – gatunek roślin z monotypowego rodzaju Platyrhiza z rodziny storczykowatych (Orchidaceae). Występuje w Ameryce Południowej w Regionie Południowym i Regionie Południowo-Wschodnim w Brazylii.

## Systematyka
Gatunek sklasyfikowany do podplemienia Oncidiinae w plemieniu Cymbidieae, podrodzina epidendronowe (Epidendroideae), rodzina storczykowate (Orchidaceae), rząd szparagowce (Asparagales) w obrębie roślin jednoliściennych.